# Șamil Hisamutdinov
Șamil Hisamutdinov (n. 20 septembrie 1950, Uzlovaia, RSFS Rusă, URSS) este un luptător sovietic, medaliat olimpic. A participat la o ediție a Jocurilor Olimpice (1972) în care a câștigat o medalie de aur.

## Participări
Lista de mai jos prezintă principalele competiții la care a participat Șamil Hisamutdinov de-a lungul carierei.
- wrestling at the 1972 Summer Olympics – men's Greco-Roman 68 kg[*]